# Jesús Elías y Salas
Jesús Elías y Salas (Ica, 4 de marzo de 1857-Lima, 11 de octubre de 1951), banquero, militar y diplomático peruano.

## Biografía
Nacido en Ica en 1857 en el seno de una familia terratiente del sur, sus padres fueron Isidoro Elías y Carbajo y Francisca Salas Olaechea. Fue sobrino del hacendado y político Domingo Elías y Carbajo, jefe supremo de la República.
Estuvo casado con Magdalena Blume Corbacho, hermana del poeta Federico Blume, y, luego, con María Raquel Palomino Aragón.
Realizó sus estudios en el colegio San Luis Gonzaga de Ica y en la Universidad Mayor de San Marcos, la misma que tuvo que abandonar al estallar la Guerra del Pacífico en 1879. Con el grado de capitán y en la 5°. compañía del batallón n°. 7 del Ejército de Reserva, pariticipó de la defensa de Lima combatiendo en la batalla de Miraflores, durante la cual defendió el reducto de La Calera haciéndolo volar para así evitar el avance del enemigo (1881). 
Terminada la guerra, se dedicó a la agricultura adquiriendo y administrando haciendas en el sur y en Lima, y concluyó sus estudios en San Marcos, por la que obtuvo los grados de bachiller (1887) y doctor (1889) en Jurisprudencia.  Cuando su primo Carlos M. Elías de la Quintana fue designado ministro plenipotenciario en Santiago, Elías lo acompñó como segundo secretario de la misión diplomática (1885-1887). En 1895, fue elegido representante suplente por Ica a la Cámara de Diputados, pero la imposibilidad de ejercicio del propietario lo hizo titular del escaño hasta 1904.
Dedicado a la actividad empresarial, fue director de la Caja de Depósitos y Consignaciones y la Compañía Pública de Vapores (1916). En 1899, junto a Mariano Ignacio Prado participó de la fundación del Banco Popular, del que fue director, vicepresidente, presidente (1946-1949) y presidente honorario vitalicio.